# Викинг (стадион)
«Викинг» — стадион в Ставангере. Домашняя арена футбольного клуба «Викинг».
Построен в 1985 году с названием Викинг. Стадион вмещает 16 300 зрителей. Пластиковые сиденья на 100 % мест. Соответствует стандартам УЕФА для проведения матчей европейских клубных турниров.

## Основные характеристики стадиона
- Год постройки: 1985
- Вместимость: 16 300
- Информационное табло: 1 электронное
- Осветительные мачты: 4 (которые обеспечивают вертикальную освещённость 2000 люкс)
- Наибольшая посещаемость: 16 600 на матче Викинг — Бранн 24 июня 2007 года
- Комментаторские позиции: 9
- Количество ТВ позиций: 8
- Ложа прессы: 140 мест
- Количество касс: 5

### Поле
- Размер игрового поля: 105 м х 68 (С подогревом)
- Газон: травяной
- Стандарт поля: европейский уровень, соответствие стандартам УЕФА